# Герб Солянуватки
Герб Солянуватки — офіційний символ села Солянуватка, Самбірського району Львівської області, затверджений 25 червня 1999 року рішенням сесії Солянуватської сільської ради. Герб є промовистим.
Автор — А. Гречило.

## Опис
У зеленому полі золоте колесо, під ним — три такі ж бочки, дві над однією.

## Зміст
На печатках села з ХІХ ст. був зображений чоловік з колесом у руках. Тому колесо залишено в гербі, а також додано бочки з сіллю, які вказують на давні розвинені солепромисли та на назву поселення.